# Calamoncosis infuscata
Calamoncosis infuscata är en tvåvingeart som beskrevs av Cherian 1989. Calamoncosis infuscata ingår i släktet Calamoncosis och familjen fritflugor. Inga underarter finns listade i Catalogue of Life.